# Erin Karpluk
Erin Karpluk est une actrice canadienne, née le 17 octobre 1978 à Jasper dans la province de l'Alberta.
Elle se fait connaître grâce au rôle de Kate dans la série télévisée Godiva's (2005) et d'Erica Strange dans la série Les Vies rêvées d'Erica Strange (2009-2011).

## Biographie

### Jeunesse et formation
Erin Karpluk naît le 17 octobre 1978 à Jasper, dans la province de l'Alberta. Sa mère est directrice du lycée et son père travaille pour les chemins de fer,. Ses ancêtres sont ukrainiens.
Elle étudie le théâtre à l'Université de Victoria, et obtient une licence de beaux-arts, spécialité théâtre en 2000,.

### Carrière
En 2000, Erin Karpluk commence sa carrière d'actrice, à Vancouver. Même année, elle apparait dans un épisode de la série télévisée américaine Sept jours pour agir (Seven Days).
En 2002, elle interprète un rôle dans la série L'Île de l'étrange (Glory Days), et prête la voix de Sylan dans l'épisode final de la série Dark Angel.
En 2004, elle obtient le rôle de la prêtresse dans la mini-série fantastique La Prophétie du sorcier (Earthsea), ainsi que le rôle de la tueuse en série dans le film d'horreur Ripper 2: Letter from Within de Jonas Quastel et Lloyd A. Simandl.
En 2005, elle devient Kate dans la série Godiva's pour laquelle elle est nommée meilleure actrice dans la première saison à la cérémonie des Leo Awards.
En 2009, après une apparition dans les séries The L Word et The Guard : Police maritime (The Guard), elle tient le rôle principal d'Erica Strange, une jeune trentenaire qui pense que sa vie est catastrophique et regrette certains événements de son passé, dans les quatre saisons de la série Les Vies rêvées d'Erica Strange (Being Erica), jusqu'en 2011.
En 2010, elle joue Alice, une manager de station de radio, dans la série Life Unexpected jusqu'en 2011.
En 2013, elle rejoint le réalisateur Uwe Boll pour les longs métrages d'action Assaut sur Wall Street (Bailout: The Age of Greed) et Suddenly.
En 2017, elle joue dans le rôle secondaire Jennifer Hennessey, meilleure amie de Shannon Hughes, dans la série des téléfilms Vérités cachées (A Fixer Upper Mystery), aux côtés de la chanteuse Jewel et de Colin Ferguson.
En 2018, elle interprète la mère de Holly Hobbie, jeune adolescente autrice-compositrice-interprète de musique country qui veut aider les autres, entourée de ses amis et de sa famille, dans la série Holly Hobbie.

## Filmographie

### Cinéma

#### Longs métrages
- 2004 : Ripper 2: Letter from Within de Jonas Quastel et Lloyd A. Simandl : Molly Keller
- 2006 : Almost Heaven de Shel Piercy : Catherine
- 2006 : Love and Other Dilemmas (en) de Larry Di Stefano : Lucy Ladro
- 2011 : Rise of the Damned de Micheal Bafaro : Mandy
- 2013 : Assaut sur Wall Street (Bailout: The Age of Greed) d'Uwe Boll : Rosie Baxford
- 2013 : Suddenly d'Uwe Boll : Ellen
- 2014 : Game of Fear (Reasonable Doubt) de Peter Howitt : Rachel Brockden
- 2017 : A Swingers Weekend de Jon E. Cohen : Lisa

#### Courts métrages
- 2002 : A Celebration of the Life of Simon Steveston de John Bolton : Andrea
- 2006 : Echoes of an Epic de Jeff Richards : Jody
- 2008 : Walk the Dog de James Dunnison : une femme
- 2014 : The Portal (en) de Jonathan Williams : Kim

### Télévision

#### Téléfilms
- 2002 : Carrie de David Carson : Madeline
- 2003 : Maximum Surge de Jason Bourque : Zoey
- 2004 : Qui veut m'épouser ? (I Want to Marry Ryan Banks) de Sheldon Larry : Nikki
- 2004 : Un amour dans la tourmente (en) (It Must Be Love) de Steven Schachter : Tess Gazelle
- 2004 : Family Sins (pt) de Graeme Clifford : Carol Geck
- 2004 : Le Vœu de Noël[6] (Eve's Christmas) de Timothy Bond : Mandy
- 2005 : Luna, l'orque (Luna: Spirit of the Whale) de Don McBrearty : Jill Mackay
- 2007 : Termination Point (de) de Jason Bourque : Allison Curran
- 2007 : Sex Conspiration (Judicial Indiscretion) de George Mendeluk : Jennifer
- 2007 : Boule de neige (Snowglobe) de Ron Lagomarsino : Claire
- 2008 : L'Enfer du feu (en) (Trial by Fire) de John Terlesky (en) : Chelsea
- 2009 : Last Dragon (Wyvern) de Steven R. Monroe (en) : Claire
- 2009 : Revolution de Michael Rymer : Connie
- 2009 : Le Bonheur en cadeau (Mrs. Miracle) de Michael Scott : Reba Maxwell
- 2011 : Christmas Lodge de Terry Ingram : Mary
- 2013 : Jack de Jeff Woolnough (en) : Alison
- 2013 : La Secte (Out of Reach) de George Erschbamer : Lynn
- 2017 : Vérités cachées : la Princesse disparue (it) (Framed for Murder: A Fixer Upper Mystery) de Mark Jean (de) : Jennifer Hennessey
- 2017 : Vérités cachées : le Secret de Lily (it) (Concrete Evidence: A Fixer Upper Mystery) de Mark Jean : Jennifer Hennessey
- 2018 : Vérités cachées : 100 mobiles pour un meurtre (it) (Deadly Deed: A Fixer Upper Mystery) de Mark Jean : Jennifer Hennessey
- 2018 : Le Meilleur Pâtissier de Noël (Christmas cupcakes) de Dylan Pearce : Kim Remo
- 2018 : The Black Widow Killer d'Adrian Langley : Judy Dwyer
- 2019 : Noël en escarpins (Magical Christmas Shoes) de Robin Dunne : Noelle
- 2019 : Née en captivité (The Past Never Dies) de Farhad Mann (en) : Lena Winters
- 2019 : Une belle rencontre de Noël (New Year's Kiss) de David Langlois : Kelly
- 2020 : Mon mariage est un mensonge (Rule of 3) de Caroline Labrèche : Alison Whitford

#### Séries télévisées
- 2000 : Sept jours pour agir (Seven Days) : la femme de LaSalle (saison 2, épisode 10 : The Devil and the Deep Blue Sea)
- 2000 : So…? : une fille de bagel
- 2002 : L'Île de l'étrange (Glory Days) : Cal Henries (6 épisodes)
- 2002 : Jeremiah : Sadie (saison 1, épisode 6 : The Bag)
- 2002 : Dark Angel : Gem / X-5 (saison 2, épisode 21 : Freak Nation)
- 2002 : Disparition (Taken) : Sarah (mini-série ; saison 1, épisode 4 : Acid Tests)
- 2003 : Dead Zone : Maddy Powers (saison 2, épisode 7 : Misbegotten)
- 2003 : Battlestar Galactica : une femme (mini-série ; 2 épisodes)
- 2004 : Magnitude 10,5 : L'Apocalypse (10,5) : Rachel Williams (mini-série ; 2 épisodes)
- 2005 : La Prophétie du sorcier (Earthsea) : Diana (mini-série ; 2 épisodes)
- 2005 : Killer Instinct : Robin (saison 1, épisode 1 : Pilot)
- 2005-2006 : Godiva's : Kate (19 épisodes)
- 2006 : Men in Trees : Leçons de séduction (Men in Trees) : Amanda (saison 1, épisode 10 : New York Fiction: Part 1)
- 2006 : Supernatural : Monica Holt (saison 1, épisode 21 : Salvation)
- 2007 : Bionic Woman : Robin (2 épisodes)
- 2007 : Flash Gordon : Dr Debra Peterson (saison 1, épisode 13 : The Sorrow)
- 2008 : The L Word : Susan / Alysse (3 épisodes)
- 2008 : The Guard : Police maritime (The Guard) : Robyn (2 épisodes)
- 2009-2011 : Les Vies rêvées d'Erica Strange (Being Erica) : Erica Strange (54 épisodes)
- 2010-2011 :  Life Unexpected : Alice (8 épisodes)
- 2011 : Flashpoint : Ava Logan (saison 3, épisode 9 : Thicker Than Blood)
- 2011 : Captain Starship : Candace
- 2013 : Republic of Doyle : Dr Wedgewood (saison 4, épisode 2 : Blood Work)
- 2013 : Delete (en) : Jesse White (mini-série ; 2 épisodes)
- 2013 : The Listener : Dr Laura Gray (saison 4, épisode 13 : Fatal Vision)
- 2013 : Layla & Jen : Jen
- 2013 : Supernatural : Robin (saison 9, épisode 7 : Bad Boys)
- 2013-2014 : Saving Hope, au-delà de la médecine (Saving Hope) : Sonja Sullivan (5 épisodes)
- 2014 : Killer Women : Sue Ellen Tucker (saison 1, épisode 6 : Daughter of the Alamo)
- 2014-2015 : Rookie Blue : Juliet Ward (11 épisodes)
- 2015 : Riftworld Chronicles : Kim (mini-série, 8 épisodes)
- 2016 : Masters of Sex : Darleen Connolly (2 épisodes)
- 2016 : Slasher : Heather Peterson (6 épisodes)
- 2017 : Esprits criminels : Unité sans frontières (Criminal Minds: Beyond Borders) : Diane Curry (saison 2, épisode 5 : Made In…)
- 2018-2021 : Holly Hobbie : Katherine Hobbie (26 épisodes)
- 2019 : Slasher : Kaili Greenberg (5 épisodes)
- 2019 : 9-1-1 : Pepper (saison 3, épisode 10 : Christmas Spirit)
- 2020 : 9-1-1: Lone Star : Pepper (saison 1, épisode 7 : Bum Steer)
- 2020-2021 : A Million Little Things : Anna Benoit (6 épisodes)
- 2021 : Nancy Drew : Mitzi Channing (saison 2, épisode 14 : The Siege of the Unseen Specter)
- 2021 : Debris : Mariel Caldwell (2 épisodes)
- 2021 : Maid : Sharlene (2 épisodes)
- 2022 : Two Sentence Horror Stories : Clara (saison 4, épisode 9 : Heirloom)
- 2023 : Rabbit Hole : Claire Weir (3 épisodes)

## Distinctions

### Récompenses
- Gemini Awards 2009 : meilleure actrice dans le rôle principal durable pour Les Vies rêvées d'Erica Strange
- Leo Awards 2010 : meilleure actrice dans une série télévisée pour Les Vies rêvées d'Erica Strange

### Nominations
- Leo Awards 2005 : meilleure actrice dans une série télévisée pour Godiva's
- Gemini Awards 2010 : meilleure actrice dans le rôle secondaire durable pour Godiva's
- Leo Awards 2006 : meilleure actrice dans une série télévisée pour Godiva's
- Leo Awards 2007 : meilleure actrice dans un long métrage pour Love and Other Dilemmas (en)
- Leo Awards 2008 :
  - Meilleure actrice exceptionnelle dans une série télévisée pour Flash Gordon
  - Meilleure actrice dans le long métrage pour Luna, l'orque
- Gemini Awards 2011 : meilleure actrice dans le rôle principal durable pour Les Vies rêvées d'Erica Strange
- Golden Maple Awards (en) 2016 : meilleure actrice dans une série américaine pour Riftworld Chronicles[7]